# NGC 3527
NGC 3527 (również PGC 33669 lub UGC 6170) – galaktyka spiralna z poprzeczką (SBa), znajdująca się w gwiazdozbiorze Wielkiej Niedźwiedzicy. Odkrył ją William Herschel 11 kwietnia 1785 roku. Jest to galaktyka z aktywnym jądrem typu LINER.
W galaktyce tej zaobserwowano niepotwierdzoną supernową SN 1992Y.